# Fawn Grove
Fawn Grove és una població dels Estats Units a l'estat de Pennsilvània. Segons el cens del 2000 tenia 463 habitants.

## Demografia
Segons el cens del 2000, Fawn Grove tenia 463 habitants, 182 habitatges, i 139 famílies. La densitat de població era de 111,7 habitants per quilòmetre quadrat.
Dels 182 habitatges en un 24,2% hi vivien nens de menys de 18 anys, en un 64,8% hi vivien parelles casades, en un 9,3% dones solteres, i en un 23,1% no eren unitats familiars. En el 17,6% dels habitatges hi vivien persones soles el 8,8% de les quals corresponia a persones de 65 anys o més que vivien soles. El nombre mitjà de persones vivint en cada habitatge era de 2,54 i el nombre mitjà de persones que vivien en cada família era de 2,88.
Per edats la població es repartia de la següent manera: un 19,4% tenia menys de 18 anys, un 9,9% entre 18 i 24, un 27,2% entre 25 i 44, un 25,1% de 45 a 60 i un 18,4% 65 anys o més.
L'edat mediana era de 41 anys. Per cada 100 dones de 18 o més anys hi havia 92,3 homes.
La renda mediana per habitatge era de 48.750 $ i la renda mediana per família de 50.714 $. Els homes tenien una renda mediana de 37.500 $ mentre que les dones 25.000 $. La renda per capita de la població era de 20.105 $. Entorn del 2,2% de les famílies i l'1,1% de la població estaven per davall del llindar de pobresa.

## Poblacions més properes
El següent diagrama mostra les poblacions més properes.